# Паљијароне (Авелино)
Паљијароне је насеље у Италији у округу Авелино, региону Кампанија.
Према процени из 2011. у насељу је живело 49 становника. Насеље се налази на надморској висини од 850 м.